# روز گرین، لینزی
روز گرین (به انگلیسی: Lindsey) یک روستا و محله مدنی در بریتانیا است که در Babergh واقع شده‌است. روز گرین ۲۰۸ نفر جمعیت دارد.